# Стратегія доктора (фільм, 1915)
Стратегія доктора (англ. The Doctor's Strategy) — американська короткометражна кінокомедія режисера Френка Кулі 1915 року.

## У ролях
- Фред Гембл — містер Джонс
- Гледіс Кінгсбері — місіс Джонс
- Ірвінг Каммінгс — Джек Бедфорд
- Вірджинія Кертлі — Люсі Джонс
- Джо Харріс — доктор Клоу